# سیارک ۱۸۱۵۶
سیارک ۱۸۱۵۶ (به انگلیسی: 18156 Kamisaibara، نامگذاری:2000PU4) هجده هزار و صد و پنجاه و ششمین سیارک کشف شده‌است که در ۳ اوت ۲۰۰۰ کشف شد.
قدر مطلق سیارک برابر ۵۱.۲ است.